# Bembidion levettei
Bembidion levettei är en skalbaggsart som beskrevs av Thomas Casey. Bembidion levettei ingår i släktet Bembidion och familjen jordlöpare. Inga underarter finns listade i Catalogue of Life.

## Bildgalleri

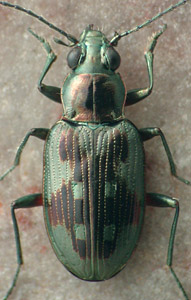
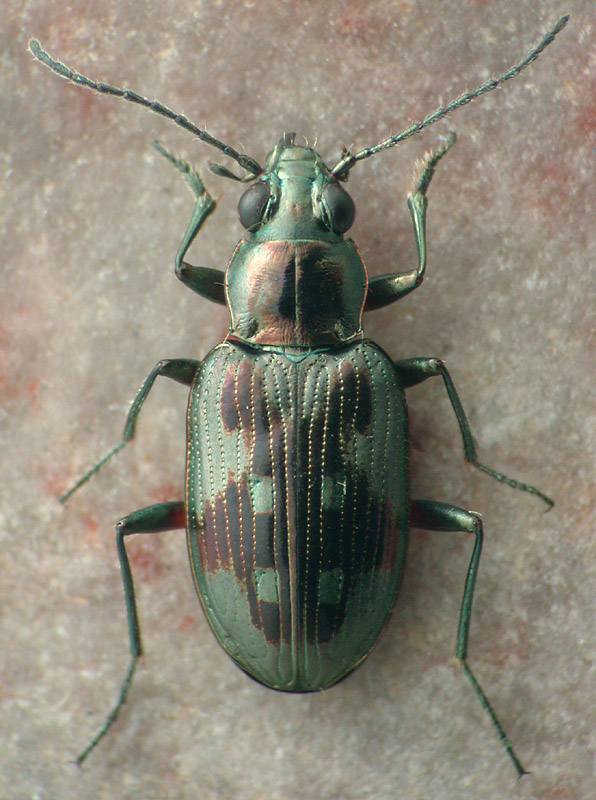